# لوني شيلدز
لوني شيلدز (بالإنجليزية: Lonnie Shields)‏ هو كاتب أغاني وعازف قيثارة أمريكي، ولد في 17 أبريل 1956 في West Helena, Arkansas ‏ في الولايات المتحدة.

## وصلات خارجية
- لوني شيلدز على موقع ميوزك برينز (الإنجليزية)
- لوني شيلدز على موقع أول ميوزيك (الإنجليزية)
- لوني شيلدز على موقع ديسكوغز (الإنجليزية)